# Takeshis'
Pour plus de détails, voir Fiche technique et Distribution.
Takeshis' est un film japonais de et avec Takeshi Kitano, sorti en 2005 au Japon, en 2006 en France.

## Synopsis
Beat Takeshi vit une vie bien remplie et parfois délirante de star du showbiz. Un jour il rencontre un homme qui lui ressemble, sauf qu'il est blond, nommé Kitano. Ce dernier est caissier dans une supérette, mais il voudrait devenir acteur. Après leur rencontre Kitano commence à se prendre pour Beat.

## Fiche technique
- Titre : Takeshis'
- Réalisation : Takeshi Kitano
- Scénario : Takeshi Kitano
- Musique : Nagi
- Sociétés de production : Bandai Visual, Tokyo FM, Dentsu et TV Asahi
- Langue : japonais
- Dates de sortie : 2 septembre 2005 (Mostra de Venise), 5 novembre 2005 (Japon), 5 juillet 2006 (France)

## Distribution
- Takeshi Kitano (sous le nom Beat Takeshi)
- Kotomi Kyono
- Kayoko Kishimoto
- Ren Osugi
- Susumu Terajima
- Tetsu Watanabe
- Akihiro Miwa
- Tadanobu Asano (à confirmer)